# Fiodor Černych
Fyodor Ivanovich Černych (Moscú, RSFS de Rusia, 21 de mayo de 1991) es un futbolista lituano. Juega de delantero en el F. K. Kauno Žalgiris de la A Lyga.

## Selección nacional
Ha sido internacional con la selección de fútbol de Lituania en 100 ocasiones y ha anotado quince goles por dicho seleccionado.

## Clubes
| Club                     | País        | Año       |
| ------------------------ | ----------- | --------- |
| F. C. Dnepr Mogilev      | Bielorrusia | 2009-2011 |
| F. C. Naftan Novopolotsk | Bielorrusia | 2012      |
| F. C. Dnepr Mogilev      | Bielorrusia | 2012-2014 |
| Górnik Łęczna            | Polonia     | 2014-2015 |
| Jagiellonia Białystok    | Polonia     | 2015-2017 |
| F. C. Dinamo Moscú       | Rusia       | 2018-2020 |
| F. C. Orenburg (cedido)  | Rusia       | 2019-2020 |
| Jagiellonia Białystok    | Polonia     | 2020-2023 |
| AEL Limassol             | Chipre      | 2023      |
| Kerala Blasters          | India       | 2024      |
| F. K. Kauno Žalgiris     | Lituania    | 2024-     |